# Sovjet-Unie
De Sovjet-Unie (letterlijk "Raden-unie") of kortweg SU, voluit de Unie van Socialistische Sovjetrepublieken (Russisch: Союз Советских Социалистических Республик; Sojoez Sovjetskich Sotsialistitsjeskich Respoeblik) of afgekort USSR (СССР; SSSR), is een voormalige marxistisch-leninistische staat in Eurazië.
Het was een eenpartijstaat die vanaf de oprichting in 1922 tot het uiteenvallen in 1991 werd geregeerd door de Communistische Partij. Hoewel de Sovjet-Unie officieel een unie van vijftien subnationale socialistische sovjetrepublieken was, waren de overheid en economie sterk gecentraliseerd.
De Russische Revolutie van 1917 veroorzaakte de ondergang van het Russische Keizerrijk. Na de Russische Revolutie was er een strijd om de macht tussen de bolsjewistische partij, onder leiding van Vladimir Lenin, en de anticommunistische Witte beweging. In december 1922 hadden de bolsjewieken de burgeroorlog gewonnen, en werd de Sovjet-Unie opgericht door de fusie van de Russische Socialistische Federatieve Sovjetrepubliek, de Transkaukasische Socialistische Federatieve Sovjetrepubliek, de Oekraïense Socialistische Sovjetrepubliek en de Wit-Russische Socialistische Sovjetrepubliek.
Na de dood van Vladimir Lenin in 1924 kwam Jozef Stalin aan de macht. Hij heeft de Sovjet-Unie geleid door middel van een grootschalig industrialisatieprogramma. Stalin ontwikkelde een planeconomie en onderdrukte politieke oppositie tegen hem en de communistische partij.
In juni 1941 viel nazi-Duitsland met zijn bondgenoten de Sovjet-Unie binnen, waarmee nazi-Duitsland het niet-aanvalsverdrag brak dat beide landen hadden ondertekend in 1939. Na vier jaar won de Sovjet-Unie de oorlog, en werd een van de twee grootmachten van de wereld, tegenover de Verenigde Staten.
De Sovjet-Unie en haar Oost-Europese satellietstaten waren na de Tweede Wereldoorlog verwikkeld in de Koude Oorlog, een langdurige wereldwijde ideologische en politieke strijd tegen de Verenigde Staten en hun westerse bondgenoten, die uiteindelijk voor economische problemen zorgde. In de late jaren 80 probeerde de laatste Sovjetleider Michail Gorbatsjov de staat te hervormen met zijn beleid van perestrojka en glasnost, maar de Sovjet-Unie stortte in elkaar en werd officieel ontbonden in december 1991 na de mislukte Augustusstaatsgreep in Moskou. De Russische Federatie nam haar rechten en verplichtingen over.

## Geschiedenis
De laatste Russische tsaar, Nicolaas II, regeerde het Russische Rijk tot aan zijn aftreden in maart 1917 dat deels te wijten was aan de gevechten in de Eerste Wereldoorlog. Een kortstondige Russische voorlopige regering kwam aan de macht, die omver werd geworpen in de Oktoberrevolutie van 1917 door de revolutionairen onder leiding van de bolsjewistische leider Vladimir Lenin.
De Sovjet-Unie werd officieel opgericht in december 1922 met de vereniging van de Russische, Oekraïense, Wit-Russische en Transkaukasische Sovjetrepublieken, die elk geregeerd werden door lokale Bolsjewistische partijen.

### Revolutie en de stichting
Moderne revolutionaire activiteiten in het Russische rijk begonnen met de Decembristenopstand van 1825. Hoewel de slavernij in 1861 werd afgeschaft, gebeurde dit onder voorwaarden die nadelig uitpakten voor de boeren. Een parlement - de Staatsdoema - werd opgericht in 1906, na de Russische Revolutie van 1905. De tsaar verzette zich echter tegen pogingen om van absolute naar een constitutionele monarchie te gaan. De sociale onrust nam toe en werd nog verder verergerd in de Eerste Wereldoorlog door de militaire nederlaag en voedseltekorten in de grote steden.
Een spontane volksopstand in Sint-Petersburg, als reactie op het verval van de Russische economie, culmineerde in de Februarirevolutie en de val van de keizerlijke regering in maart 1917. De tsaristische autocratie werd vervangen door de Russische Voorlopige Regering, bedoeld om verkiezingen te houden voor de Russische Grondwetgevende Vergadering en om de gevechten aan de zijde van de Entente in de Eerste Wereldoorlog voort te zetten.
Tegelijkertijd ontstonden er in het hele land arbeidersraden, bekend als sovjets. De bolsjewieken, onder leiding van Vladimir Lenin en Leon Trotski, drongen aan op een socialistische revolutie in de Sovjets en op straat. Met de Oktoberrevolutie, in november 1917, grepen de bolsjewieken de macht. In december hadden de bolsjewieken een wapenstilstand gesloten met de centrale mogendheden, maar in februari 1918 waren de gevechten hervat. In maart besloten de Sovjets de oorlog te stoppen en ondertekenden de Vrede van Brest-Litovsk.
Een lange en bloedige Russische Burgeroorlog volgde tussen de Roden en de Witten. De burgeroorlog begon in 1917 en eindigde in 1923 waarbij de Roden wonnen. Hij omvatte een buitenlandse interventie, de executie van Nicolaas II en zijn familie, en de hongersnood van 1921, die ongeveer vijf miljoen mensen heeft gedood. In maart 1921, tijdens een verwant conflict met Polen, werd de Vrede van Riga ondertekend, werden de betwiste gebieden in Wit-Rusland en Oekraïne verdeeld tussen de Republiek Polen en Sovjet-Rusland. De Sovjet-Unie had soortgelijke conflicten met de pas opgerichte Republiek Finland, de Republiek Estland, de Republiek Letland en de Republiek Litouwen.

### Eenwording van republieken; externe betrekkingen
Op 28 december 1922 werd op een conferentie van gevolmachtigde delegaties van de Russische SFSR, de Transkaukasische SFSR, de Oekraïense SSR en de Wit-Russische SSR het verdrag goedgekeurd van de oprichting van de Sovjet-Unie en de verklaring van de schepping van de Sovjet-Unie, de Unie van Socialistische Sovjetrepublieken. Deze twee documenten werden bevestigd door het Eerste Congres van de Sovjets van de Sovjet-Unie en ondertekend door de hoofden van de delegaties, Michail Kalinin, Mikha Tskhakaya, Michail Froenze, Grigory Petrovsky, en Aleksandr Chervyakov, op 30 december 1922.
Op 1 februari 1924 werd de Sovjet-Unie erkend door het Britse Rijk. In hetzelfde jaar werd een Sovjet-grondwet goedgekeurd, waarmee de unie bekrachtigd werd.
De vroege jaren 30 zagen een nauwere samenwerking tussen het Westen en de Sovjet-Unie. Van 1932 tot 1934, nam de Sovjet-Unie deel aan de Wereld Ontwapeningsconferentie. In 1933 werden de diplomatieke betrekkingen tussen de Verenigde Staten en de Sovjet-Unie aangeknoopt. In september 1934 werd de Sovjet-Unie lid van de Volkenbond, met alleen de tegenstemmen van Nederland, Zwitserland en Portugal. Nadat de Spaanse Burgeroorlog uitbrak in 1936, ondersteunde de Sovjet-Unie actief de Republikeinse krachten tegen de nationalisten, die werden gesteund door het fascistische Italië en nazi-Duitsland.
De late jaren 30 zagen een verschuiving in de richting van de Asmogendheden. Duitsland en de Sovjet-Unie sloten het Molotov-Ribbentroppact. Het niet-aanvalsverdrag maakte de Sovjet-bezetting van Litouwen, Letland, Estland, Bessarabië, Noord-Boekovina en het oosten van Polen mogelijk. Eind november van hetzelfde jaar was de Sovjet-Unie niet in staat om de Republiek Finland langs diplomatieke weg te dwingen tot verplaatsing van haar grens tot 25 kilometer (16 mijl) van Leningrad, waarna Jozef Stalin de opdracht gaf tot de invasie van Finland.
In het oosten behaalden de Sovjet-militairen een aantal beslissende overwinningen tijdens de grensconflicten met het Japanse Keizerrijk in 1938 en 1939. In april 1941 ondertekende de Sovjet-Unie echter een Neutraliteitsverdrag met het Japanse Keizerrijk, waardoor ze de territoriale integriteit van Mantsjoekwo, een Japanse vazalstaat, erkende.

### Opbouw van het Sovjet-communisme
Een intensieve herstructurering van de economie, industrie en de politiek van het land begon in de vroege dagen van de Sovjet-macht in 1917. Een groot deel hiervan werd gedaan op basis van de bolsjewistische documenten, ondertekend door Vladimir Lenin. Een van de meest prominente doorbraken was het GOELRO-plan, dat een belangrijke herstructurering van de Sovjet-economie voorstelde die gebaseerd was op de totale elektrificatie van het land. Het plan is ontwikkeld in 1920 en bedekt 10 tot 15 jaar. Het plan omvatte de bouw van een netwerk van 30 regionale elektriciteitscentrales, waaronder tien grote waterkrachtcentrales, en tal van elektrisch aangedreven grote industriële ondernemingen. Het plan werd het prototype voor de volgende vijfjarenplannen en werd vervuld in 1931.
Vanaf het begin was de regering in de Sovjet-Unie gebaseerd op de eenpartijheerschappij van de Communistische Partij (bolsjewieken). Na het economische beleid van het oorlogscommunisme in de Russische Burgeroorlog, had de Sovjet-regering toegestaan dat er een aantal private onderneming bestonden naast de genationaliseerde industrie in de jaren 20 en de totale voedselvordering op het platteland werd vervangen door een levensmiddelbelasting (zie Nieuwe Economische Politiek).
Sovjet-leiders stelden dat eenpartijheerschappij noodzakelijk was om ervoor te zorgen dat "kapitalistische uitbuiting" niet kon terugkeren naar de Sovjet-Unie en dat dankzij het democratisch centralisme waarop de partijorganisatie was gebaseerd, garandeerde dat de partij de wil van de burgers vertegenwoordigde. Het debat over de toekomst van de economie verstrekte de achtergrond voor een machtsstrijd in de jaren na de dood van Lenin in 1924. In eerste instantie zou Lenin worden vervangen door een "trojka", bestaande uit Grigori Zinovjev, Lev Kamenev, en Jozef Stalin.
Op 3 april 1922 werd Stalin de secretaris-generaal van de Communistische Partij van de Sovjet-Unie. Lenin benoemde Stalin tot het hoofd van de 'Arbeiders en Boeren' Inspectie, dat Stalin veel macht gaf. Door geleidelijk aan de consolidatie van zijn invloed en het isoleren en uit-te manoeuvreren van zijn rivalen binnen de partij, werd Stalin de onbetwiste leider van de Sovjet-Unie aan het eind van de jaren 20. In oktober 1927 werden Grigori Zinovjev en Leon Trotski verbannen uit het Centraal Comité en gedwongen in ballingschap te gaan.
In 1928 introduceerde Stalin het Eerste Vijfjarenplan voor de opbouw van een socialistische economie. Het plan omvat het internationalisme van Lenin in de Revolutie, maar het plan was gericht op het bouwen van socialisme in een land. In de industrie nam de staat de controle over van alle bestaande bedrijven en ondernam een intensief programma voor industrialisatie. In de landbouw werden collectieve boerderijen opgericht in het hele land. Gedwongen confiscatie van landbouwproducten leidde in 1932-1933 tot een grote hongersnood in Oekraïne ('Holodomor'), die 2,7 tot 10 miljoen levens eiste wat later aangeduid wordt als de Oekraïense Holocaust. Bij de Kazachse Hongersnood stierven naar schatting tussen de 1,5 miljoen en 2,3 miljoen mensen in de periode 1930 – 1933.
De Grote Zuivering vanaf 1934 leidde tot de executie of de aanhouding van vele 'Oude Bolsjewieken' die bij de Oktoberrevolutie mee hadden geholpen met Lenin. Stalin vond dit nodig om zijn eigen machtspositie onaantastbaar te maken. Volgens de vrijgegeven Sovjet-archieven, heeft de NKVD in 1937 en 1938 meer dan anderhalf miljoen mensen gearresteerd, van wie er 681.692 werden doodgeschoten - een gemiddelde van zo'n 1.000 executies per dag. Maar ondanks de onrust van de jaren 30 heeft de Sovjet-Unie een aanzienlijke industriële ontwikkeling doorgemaakt in de jaren voor de Tweede Wereldoorlog.
In december 1936 onthulde Stalin een nieuwe Sovjet-grondwet. De grondwet werd gezien als een persoonlijke triomf voor Stalin, die bij deze gelegenheid door Pravda werd beschreven als een "genie van de nieuwe wereld, de wijste man van het tijdperk, de grote leider van het communisme."

### De Tweede Wereldoorlog
Op 24 augustus 1939 werd het politiek verdrag ondertekend tussen de Sovjet-Unie en Duitsland, beter bekend als het Molotov-Ribbentroppact. Hierbij waren afspraken gemaakt dat beide twee landen elkaar niet zouden aanvallen. In de geheime protocollen werden de verschillende landen in Europa verdeeld in twee invloedssferen van Duitsland en de Sovjet-Unie. Polen werd tussen Duitsland en de Sovjet-Unie verdeeld. Finland, Estland, Litouwen en Letland werden toebedeeld aan de Sovjet-invloedssfeer. Ook delen van Roemenië (Bessarabië en het noorden van Boekovina) werden aan de Sovjet-Unie gegund. De Sovjet-Unie was later niet succesvol om geheel Finland te veroveren tijdens de Winteroorlog. Het politieke pact had voor Hitler het voordeel dat die minder troepen bij de grens met de Sovjet-Unie hoefde te stationeren. Hierdoor had Hitler meer troepen beschikbaar voor de verovering van Noorwegen, Denemarken, Nederland, België, Luxemburg en Frankrijk. Jozef Stalin had het voordeel van het pact dat Duitsland de strijd zou aangaan met het Verenigd Koninkrijk zodat de landen elkaar zouden verzwakken. Naast het politieke pact werd de economische samenwerking tussen Duitsland en de Sovjet-Unie vergroot. Hitler had voornamelijk aardolie, graan, metalen en andere grondstoffen nodig voor zijn oorlogsplannen, inclusief de plannen voor de Duitse inval van de Sovjet-Unie. De Sovjet-Unie ontving steenkool en machines voor fabrieken, maar ook militaire technologie. Zonder de levering van grondstoffen uit de Sovjet-Unie had Duitsland te weinig middelen om de Sovjet-Unie effectief aan te vallen.
Hoewel er discussie over is of de Sovjet-Unie Duitsland wilde binnenvallen als die eenmaal sterk genoeg was, brak Duitsland zelf het Molotov-Ribbentrop-pact en viel de Sovjet-Unie op 22 juni 1941 binnen, waarmee de "Grote Patriottische Oorlog", zoals die in de Sovjet-Russische geschiedschrijving bekendstaat, een feit was. Het Rode Leger stuitte pas na een half jaar het schijnbaar onoverwinnelijke Duitse leger bij de Slag bij Moskou, geholpen door een ongewoon strenge winter. De Slag om Stalingrad, die duurde van eind 1942 tot begin 1943 was een zware klap voor de Duitsers waaruit ze nooit volledig zijn hersteld en werd een keerpunt in de oorlog. In juli 1943 lanceerden de Duitsers hun laatste grote offensief, dat in de Slag om Koersk, de grootste tankslag uit de geschiedenis, met zware verliezen werd terug geslagen. Het beleg van Leningrad moest in januari 1944 na 827 dagen door de Duitsers opgebroken worden. Vanaf 1943 verdreven de Sovjet-troepen ondanks vele tegenslagen de Duitsers uit hun eigen land en uit Oost-Europa en veroverden in mei 1945 Berlijn. Het Duitse leger heeft 80% van zijn militaire doden geleden aan het oostfront.

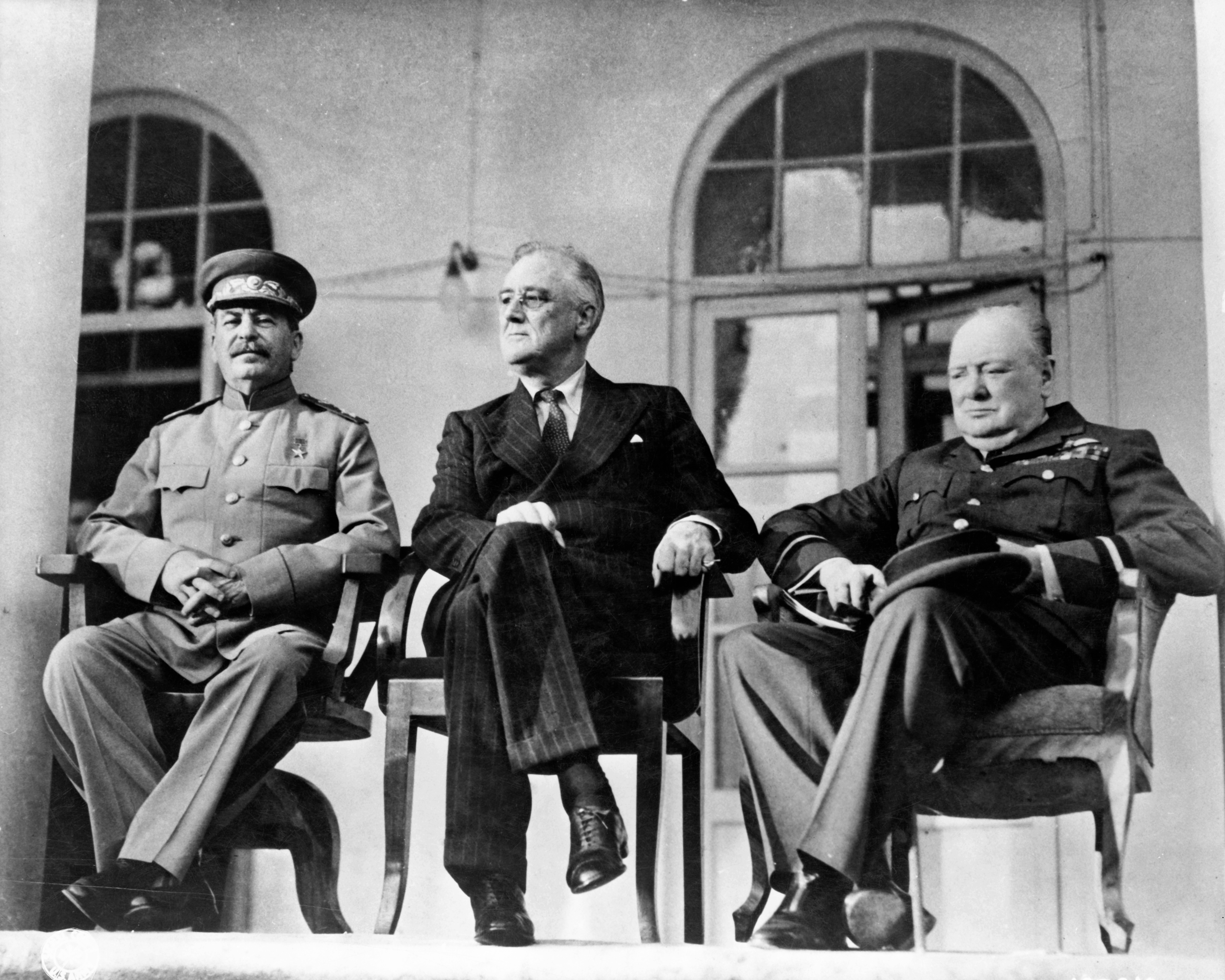
Sovjet Premier Jozef Stalin, de Amerikaanse president Franklin Delano Roosevelt en de Britse premier Winston Churchill (van links naar rechts) overleggen in Teheran in 1943.

Op 5 april 1945 zegde de Sovjet-Unie het Sovjet-Japanse Neutraliteitspact op ter nakoming van haar overeenkomst met de geallieerden op de Conferentie van Jalta en viel Mantsjoerije en andere door Japan beheerste gebieden binnen op 9 augustus 1945, enkele dagen nadat de Amerikanen twee atoombommen hadden geworpen op Japan. Deze Operatie Augustusstorm eindigde met een beslissende Sovjet-overwinning, waarbij de Noordelijke Koerilen en Zuid-Sachalin definitief in Sovjet-handen bleven. Dit droeg bij aan de onvoorwaardelijke overgave van Japan en daarmee aan het einde van de Tweede Wereldoorlog.
De Sovjet-Unie heeft veel geleden in de oorlog, ze verloor ongeveer 27 miljoen mensen, waaronder 3,3 miljoen Sowjet-Russische krijgsgevangenen, die door de nazi's werden vermoord of in gevangenschap de hongerdood stierven.
Er vonden zeer zware verwoestingen plaats in het meest geïndustrialiseerde deel van het land. Desondanks kwam de Sovjet-Unie naar voren als een militaire grootmacht. Terwijl sommige landen in de westerse wereld nog altijd diplomatieke erkenning weigerden (de Nederlandse regering in ballingschap had dit in 1942 wel gedaan), had de Sovjet-Unie officiële contacten met vrijwel ieder land in de late jaren 40. De Sovjet-Unie werd lid van de Verenigde Naties bij de oprichting daarvan in 1945. Ook werd het land een van de vijf permanente leden van de VN Veiligheidsraad die tot de overwinnaars in de Tweede Wereldoorlog worden gerekend. Anders dan de tijdelijke leden hebben zij het recht om een veto uit te spreken over ontwerpresoluties.

### Koude Oorlog
De Sovjet-Unie dankte in de vier decennia na de Tweede Wereldoorlog haar status als een van de twee supermachten in de wereld aan haar hegemonie in Oost-Europa, militaire macht, economische kracht, hulp aan ontwikkelingslanden, en wetenschappelijk onderzoek, in het bijzonder in ruimtetechnologie en wapens.
In de onmiddellijke naoorlogse periode werd de Sovjet-Unie herbouwd en werd haar economie uitgebreid, met het behoud van de strikte gecentraliseerde controle. De Sovjet-Unie hielp de wederopbouw in de Oost-Europese landen, maar tegelijk maakte ze deze landen tot satellietstaten. Officieel werden de landen aan de Sovjet-Unie gebonden door middel van een militair bondgenootschap (het Warschaupact, gesticht in 1955) en een economische organisatie (Comecon, van 1949 tot 1991) een soort communistische tegenhanger van de Europese Economische Gemeenschap.
De Comecon gaf hulp aan de in de Chinese burgeroorlog uiteindelijk zegevierende Chinese Communistische Partij. Met de stichting van de Chinese Volksrepubliek zag de Sovjet-Unie haar invloed in de wereld groeien. In de jaren zestig verslechterde de relatie met China echter sterk, tot openlijke ruzie en gewapende incidenten aan de Russisch-Chinese grens.
Het wederzijdse wantrouwen dat de anti-Hitlercoalitie gekenmerkt had sloeg al snel om in vijandschap. In de daaropvolgende Koude Oorlog botsten de twee kanten vooral indirect met elkaar in conflictgebieden in de derde wereld, in het bijzonder in Korea en Vietnam.

### Chroesjtsjovtijdperk

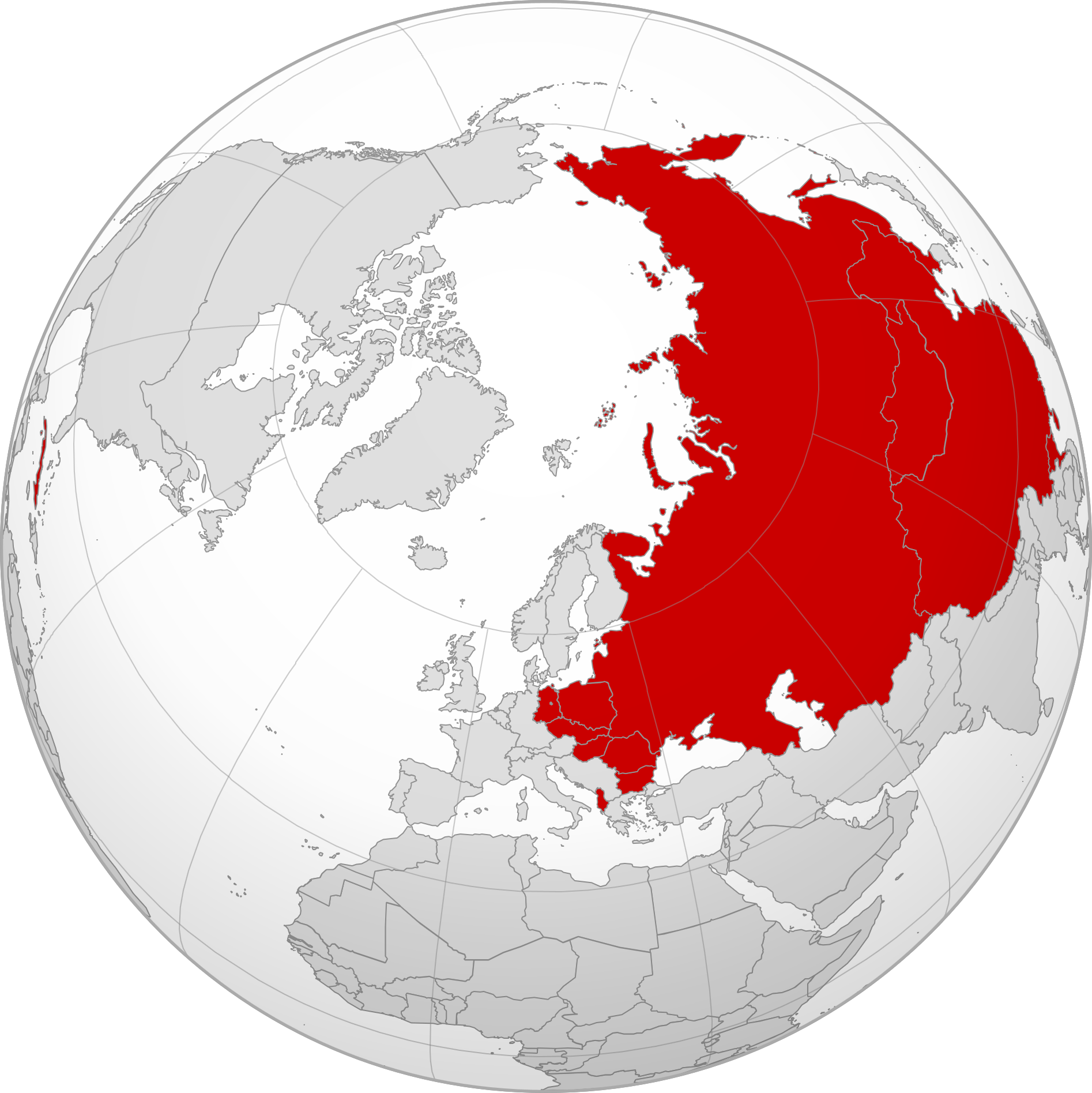
De landen in de wereld onder Sovjet-invloed, na de Cubaanse Revolutie van 1959 en voor de officiële Sovjet-Chinese breuk van 1961

Stalin stierf op 5 maart 1953 zonder een unanieme opvolger. De hoogste leden van de Communistische Partij hadden ervoor gekozen om de Sovjet-Unie gezamenlijk te regeren. Nikita Chroesjtsjov, die de machtsstrijd had gewonnen in het midden van de jaren 50, stelde het gebruik van repressie door Stalin aan de kaak in onder andere zijn toespraak Over persoonsverheerlijking en de gevolgen ervan en versoepelde de repressieve controles op de partij en de samenleving. Dit werd bekend als de destalinisatie.
In de late jaren 50 was er onenigheid met China over de toenadering van de Sovjet-Unie tot het Westen en wat Mao Zedong zag als het revisionisme van Chroesjtsjov, leidde tot de Sovjet-Chinese breuk. Dit resulteerde in een breuk in de wereldwijde communistische beweging, waarbij Albanië, Cambodja en Somalië de kant kozen van China in plaats van de Sovjet-Unie.
Gedurende deze periode bleef de Sovjet-Unie wetenschappelijke en technologische hoogtepunten realiseren: de lancering van de eerste kunstmatige satelliet, de Spoetnik 1, een levende hond, Laika, de eerste mens, Joeri Gagarin, de eerste vrouw in de ruimte, Valentina Teresjkova in 1963, Aleksej Leonov, de eerste persoon die in de ruimte liep in 1965, en de eerste maanwagens Loenochod 1 en Loenochod 2.
In 1962 veroorzaakte Chroesjtsjov een crisis met de Verenigde Staten over de Sovjet-inzet van kernraketten in Cuba. De Sovjet-Unie verloor nadat de Verenigde Staten een zeeblokkade waren gestart. Chroesjtsjov veroorzaakt veel schaamte en verlies van prestige. Hij werd uit de macht gezet in 1964.

### Brezjnevtijdperk
Na het afzetten van Chroesjtsjov volgde er een nieuwe periode van collectief leiderschap, bestaande uit Leonid Brezjnev als secretaris-generaal, Aleksej Kosygin als Premier en Nikolaj Podgorny als Voorzitter van het Presidium, tot Brezjnev zich in de vroege jaren 70 tot de meest vooraanstaande Sovjet-leider benoemde. In 1968 vielen de Sovjet-Unie en haar bondgenoten in het Warschaupact Tsjecho-Slowakije binnen om de hervormingen van de Praagse Lente te stoppen. 

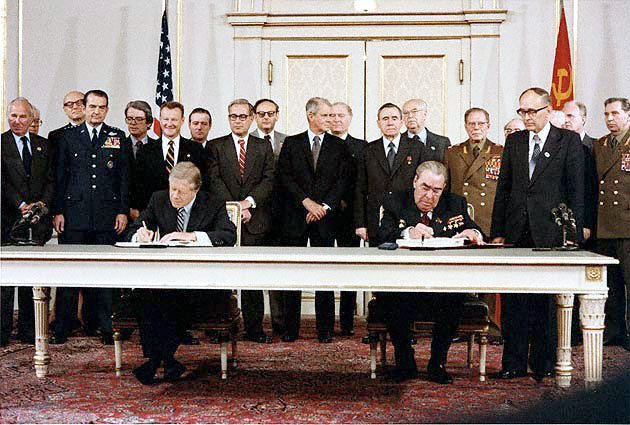
Leonid Brezjnev en Jimmy Carter tekenen het SALT II-verdrag op 18 juni 1979 in Wenen.

 Brezjnev zorgde voor een periode van ontspanning met het Westen (zie SALT I, SALT II, ABM-verdrag), terwijl hij tegelijkertijd de militaire macht van de Sovjet opbouwde. In oktober 1977 werd de derde grondwet aangenomen.

### Historisch verloop
- 1917 (oktober): Op 7 november (juliaanse kalender) vindt de Oktoberrevolutie plaats. Lenin wordt regeringsleider, Trotski volkscommissaris van Buitenlandse Zaken en Stalin volkscommissaris van Nationaliteiten. (december): coalitieregering met de Linkse Sociaal-Revolutionaire Partij (LSRP).
- 1918: in februari wordt de Vrede van Brest-Litovsk gesloten met de centrale mogendheden. Hiermee onttrekt Rusland zich aan de Eerste Wereldoorlog. De Russische Burgeroorlog tussen de Rode Legers (communisten) en Witte Legers breekt uit. De strijd duurt tot 1921 en resulteert in een overwinning voor de communisten. In de zomer van 1918, na een aanslag op Lenins leven wordt de coalitie met de LSRP ontbonden en regeert de Russische Communistische Partij alleen. Rusland krijgt de naam Russische Socialistische Federatieve Sovjetrepubliek.
- 1919: Staatshoofd Jakov Sverdlov overlijdt. Hij wordt opgevolgd door Michail Kalinin die tot 1946 staatshoofd blijft van de RSFSR en later van de Sovjet-Unie.
- 1920: De onafhankelijkheid van Estland, Letland, Litouwen en de Democratische Republiek Georgië wordt erkend door de Sovjets.
- 1921: Georgië wordt door het Rode Leger veroverd tegen het Verdrag van Moskou in en wordt geannexeerd.
- 1921: Officieel einde van de Burgeroorlog. Het blijft zeker nog tot 1924 en in islamitische streken tot 1929 onrustig. Lenin introduceert de Nieuwe Economische Politiek (NEP); een gemengde economie (vrije markt en planeconomie) komt tot stand.
- 1922: de RSFSR richt de USSR - Unie der Socialistische Sovjetrepublieken - op, waar Oekraïne, Wit-Rusland en de Transkaukasische Socialistische Federatieve Sovjetrepubliek (Azerbeidzjan, Georgië en Armenië) deel van uitmaken. Stalin wordt secretaris-generaal van de communistische partij.
- 1924: In januari sterft Lenin. Er ontbrandt een strijd tussen voor- en tegenstanders van Leon Trotski. Stalin sluit zich aan bij de anti-trotskistische groep.
- 1927: Trotski verbannen naar Centraal-Azië, later naar Turkije en andere landen. In 1940 wordt hij in Mexico vermoord door Ramón Mercader.
- 1928: Stalin bekritiseert de NEP en rechtse theoretici binnen de CPSU zoals Boecharin.
- 1929: Einde NEP, invoering collectivisatie; sovchozen en kolchozen.
- 1930: Vjatsjeslav Molotov wordt minister-president (voorzitter van de Raad van Volkscommissarissen).
- 1934: De Leningradse partijsecretaris Sergej Kirov wordt vermoord. Dit luidt de Grote Zuiveringen van Stalin in. Vermeende en echte tegenstanders verdwijnen in goelags en gevangenissen of worden na schijnprocessen vermoord. De zuiveringen duren tot 1938.
- 1939: Nadezjda Kroepskaja, de vrouw van Lenin overlijdt. In september wordt het niet-aanvalsverdrag met nazi-Duitsland gesloten. Polen wordt door Duitsland en Rusland aangevallen. De Sovjet-Unie lijft Oost-Polen in. In de winter valt de Sovjet-Unie Finland binnen: begin van de Winteroorlog.
- 1940: In het voorjaar sluiten de Finnen vrede met de Sovjets. De drie Baltische staten, Estland, Letland en Litouwen worden geannexeerd door de Sovjet-Unie.
- 1941: Op 22 juni 1941 valt nazi-Duitsland de Sovjet-Unie aan. De Grote Vaderlandse Oorlog begint. Normalisering betrekkingen kerk/moskee/tempel en staat.
- 1943: Slag om Stalingrad loopt uit op een Duitse nederlaag. Duitse legers trekken zich terug.
- 1944/1945: De Sovjet-Unie verdrijft het Duitse leger uit Midden-Europa en bezet oostelijk Duitsland. In al deze gebieden worden pro-communistische regeringen in het zadel geholpen.
- 1946: Vervolging intellectuelen door Andrej Zjdanov.
- 1952: Het zogenaamde 'artsenproces'. Joodse artsen worden ervan beschuldigd Stalin te willen vergiftigen.
- 1953: In maart overlijdt Stalin, Nikita Chroesjtsjov wordt partijleider, Georgi Malenkov premier. KGB-chef Beria wordt in een geheim proces ter dood veroordeeld.
- 1955: Malenkov treedt als premier af.
- 1956: Chroestsjov bekritiseert het stalinisme. Begin destalinisatie.
- 1958: Chroestsjov tevens premier. Meer ontspannen verhouding met het westen en met name de VS.
- 1962: Cubacrisis.
- 1964: Het Centraal Comité ontslaat Chroestsjov. Leonid Brezjnev wordt partijleider.
- 1977: Brezjnev wordt staatshoofd van de Sovjet-Unie.
- 1979: In december valt de Sovjet-Unie Afghanistan binnen om het pro-communistische regime aldaar te beschermen tegen de moedjahedien.
- 1982: Leonid Brezjnev overlijdt. Joeri Andropov, voormalig KGB-chef wordt partijsecretaris.
- 1984: Andropov sterft. Konstantin Tsjernenko wordt partijsecretaris.
- 1985: Tsjernenko sterft, Michail Gorbatsjov wordt partijsecretaris. Bespreking tussen president Ronald Reagan van de Verenigde Staten en Gorbatsjov in Reykjavik.
- 1986: Gorbatsjov introduceert perestrojka en glasnost. Op deze manier creëert hij meer openheid en democratie in de Sovjet-Unie. Op 26 april 1986 vindt de Kernramp van Tsjernobyl plaats. Deze zou volgens sommigen een belangrijke oorzaak zijn voor het uiteenvallen van de Sovjet-Unie.
- 1987: Begin terugtrekking Rode Leger uit Afghanistan.
- 1988: Gorbatsjov staatshoofd. Democratisering in Hongarije en Polen.
- 1989: Gorbatsjov wil troepen uit Oost-Europese landen laten terugtrekken. In het najaar vallen de communistische regimes in Tsjecho-Slowakije, Bulgarije (Todor Zjivkov), Polen, de DDR en Roemenië (Nicolae Ceaușescu).
- 1990: Gorbatsjov wordt president van de Sovjet-Unie.
- 1991: In de zomer plegen enkele Sovjetpolitici, generaals en KGB'ers een coup. Voor drie dagen is Gorbatsjov geen president, maar door o.a. Boris Jeltsin (president RSFSR) en het volk wordt Gorbatsjov in zijn ambt hersteld. Zijn macht is echter gekrompen, terwijl die van Jeltsin groeit. Een nieuw Unie-verdrag, met meer autonomie voor de republieken, waar Gorbatsjov zo hard aan had gewerkt, komt er niet. Jeltsin, de Russische leider, en de Wit-Russische en Oekraïense leiders tekenen een verdrag en richten het GOS (Gemenebest van Onafhankelijke Staten) op. Gorbatsjov weet niets van dit alles. Op 25 december 1991 wordt de rode vlag van de Sovjet-Unie voor het laatst gestreken. De Sovjet-Unie houdt op te bestaan. Gorbatsjov treedt af als president. (Zie: Uiteenvallen van de Sovjet-Unie)

## Republieken

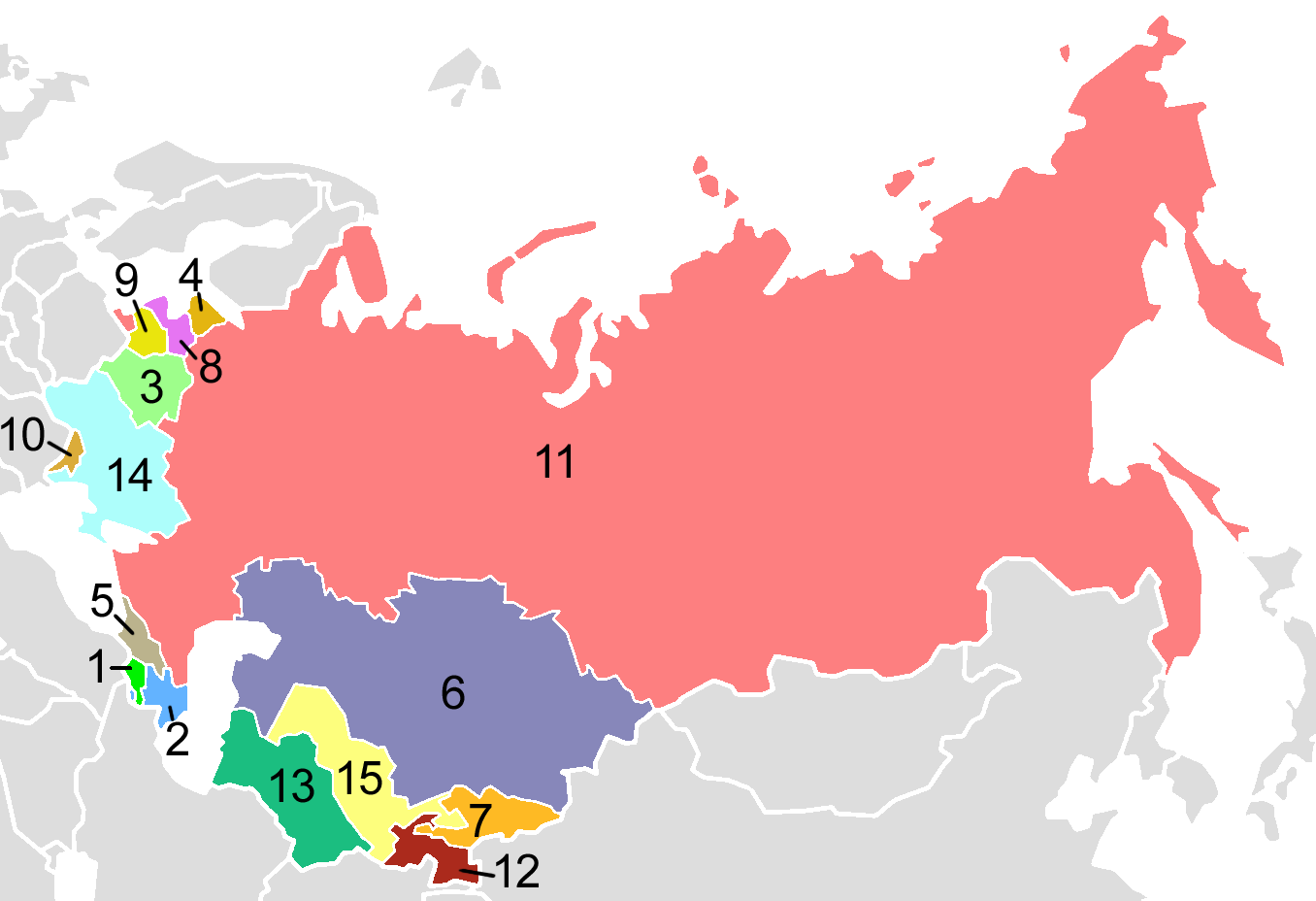
De 15 Sovjetrepublieken: 1. Armenië 2. Azerbeidzjan 3. Wit-Rusland (Belarus) 4. Estland 5. Georgië 6. Kazachstan 7. Kirgistan (Kirgizië) 8. Letland 9. Litouwen 10. Moldavië 11. Rusland 12. Tadzjikistan 13. Turkmenistan 14. Oekraïne 15. Oezbekistan

De Sovjet-Unie bestond uit 15 republieken:
1. Armeense SSR
2. Azerbeidzjaanse SSR
3. Wit-Russische SSR
4. Estische SSR
5. Georgische SSR
6. Kazachse SSR
7. Kirgizische SSR
8. Letse SSR
9. Litouwse SSR
10. Moldavische SSR
11. Russische Socialistische Federatieve Sovjetrepubliek (RSFSR), met republieken (huidige naam):
  - Adygea (Adygië)
  - Altaj
  - Basjkirië (Basjkirostan)
  - Boerjatië
  - Chakassië
  - Dagestan
  - Ingoesjetië
  - Jakoetië
  - Kabardië-Balkarië
  - Kalmukkië
  - Karatsjaj-Tsjerkessië
  - Karelië
  - Komi
  - Mari
  - Mordovië
  - Noord-Ossetië-Alanië
  - Oedmoertië
  - Tatarije
  - Toeva
  - Tsjetsjenië
  - Tsjoevasjië
12. Tadzjiekse SSR
13. Turkmeense SSR
14. Oekraïense SSR
15. Oezbeekse SSR

Een aantal van deze landen werd tijdens of na de Tweede Wereldoorlog door de Sovjet-Unie ingelijfd.
Zie ook: Lijst van Sovjet-republieken

## Ideologie
Het ideologische gedachtegoed dat de basis vormde van de binnen- en buitenlandse politiek van de Sovjet-Unie en van het sociaal-economische systeem van het land, was het communisme. Het streven was via een geperfectioneerd socialisme een communistische heilstaat te worden.
De hoofdgedachte van het communisme is dat geld en goed (productiemiddelen) gemeenschappelijk eigendom moeten zijn, en dat van de opbrengst van arbeid ieder naar behoefte ontvangt (in tegenstelling tot het kapitalisme, waar niet naar behoefte maar naar bezit wordt ontvangen). Deze ideologie is gebaseerd op de ideeën van Karl Marx en Friedrich Engels, het marxisme, aanvankelijk 'communisme' genoemd, naar eerdere karakteristieken in de Franse Revolutie. Deze term werd door de initiator van de Russische Revolutie van oktober 1917, Vladimir Lenin, aangevuld met een politieke kant en opnieuw gebruikt, daarom werd deze omwenteling ook wel de 'communistische revolutie' genoemd. Lenin voerde een radicaal, revolutionair soort communisme in, officieel aangeduid als het leninisme, waarin een essentiële rol is weggelegd voor de communistische partij als voorhoede van de arbeidersklasse, die regeert voor de arbeiders. Volgens Lenin was Rusland nog niet zodanig geïndustrialiseerd om de arbeidersklasse zelf te laten regeren. Ter bescherming van de nieuwe sociale orde moest niet alleen politieke dissidenten de mond gesnoerd worden, ook alle vormen van godsdienstigheid, die slechts zouden dienen om het proletariaat af te houden van de klassenstrijd, werden onderdrukt. Een meerpartijenstelsel of fractievorming binnen de partij behoorde dan ook niet tot de mogelijkheden. Wanneer de communistische heilstaat gevestigd zou zijn, was de historische missie van de Sovjetstaat volbracht, zodat die kon afsterven. Binnen het leninisme was er sprake van een structuur genaamd democratisch centralisme. Dit is een systeem waar er op beslissingen wordt gestemd, en zodra er een besluit gevonden is, is het bindend voor iedereen.
Centraal in de communistische ideologie zijn twee filosofische concepten: het dialectisch materialisme en het historisch materialisme. Het dialectisch materialisme is de filosofische onderbouwing naar Friedrich Engels uit de 19e eeuw. Deze filosofie houdt in dat de werkelijkheid los bestaat van onze waarneming, maar dat deze wel kenbaar is. De materie waar de werkelijkheid uit bestaat, ontwikkelt echter van een eenvoudige naar een ingewikkelde vorm. Deze ontwikkeling geldt voor alles, niet alleen in de biologie (zoals in de evolutietheorie van Charles Darwin), maar ook in de maatschappij. Verder bestaan er drie belangrijke wetten in de communistische filosofie:
- Kwantiteit slaat om in kwaliteit en vice versa;
- De wet van eenheid en strijd der tegenstellingen;
- De ontkenning van de ontkenning.

Het historisch materialisme had betrekking op zaken zoals economie en de geschiedbeschouwing. Men zag de maatschappij en economie als gebaseerd op productie en de meerwaarde ten opzichte van de arbeider. Economische activiteit hing dus af van de productie, en niet van bijvoorbeeld vraag en aanbod, wat in kapitalistische theorie wordt aangenomen. Vanuit het historisch materialisme wordt ook de klassenstrijd verklaard, namelijk als onvermijdelijke historische periode op de weg naar de communistische maatschappij waar geen klasse en eigen bezit bestaat. Het kapitalisme, als onderdrukking van arbeiders door de bourgeoisie, zou altijd leiden tot een opstand door de arbeiders en de vorming van een communistische wereld. De Sovjet-Unie had als eerste en enige deze stap na het kapitalisme gemaakt, en was dus het meest ontwikkelde land ter wereld.
Tot 1990 was de Sovjet-Unie een communistisch land, waarin slechts marginale aanpassingen van het systeem mogelijk waren, zoals Sovjet-president Michail Gorbatsjov ondervond, die vanaf 1985 een beleid van glasnost en perestrojka inzette; na de formele opheffing op 25 december 1991 is een vorm van kapitalisme ontstaan dat tot grotere tegenstellingen tussen arm en rijk heeft geleid dan in West-Europa. De Russisch-Orthodoxe Kerk heeft sindsdien weer een belangrijke plaats in de samenleving gekregen. Deze kerk staat afwijzend tegenover proselitisme vanuit het westerse christendom.
Het uiteenvallen van de Sovjet-Unie is door de Russische president Vladimir Poetin, die KGB-officier is geweest, omschreven als 'de grootste geopolitieke tragedie van de 20e eeuw'.

## Verhoudingen met de rest van de wereld
In de tijd van Lenin en Trotski (tot 1924) leefde de gedachte dat de proletarische revolutie zich snel over de hele geïndustrialiseerde wereld zou verbreiden; vooral Duitsland werd hiervoor na de rampzalige Eerste Wereldoorlog vanaf 1918 rijp geacht, dankzij de stormachtige industriële ontwikkeling vanaf het midden van de 19e eeuw en het ontstaan van een zelfbewuste arbeidersklasse. Het was dan ook eigenlijk de bedoeling dat Berlijn en niet Moskou het centrum van het communisme in Europa zou worden. Het Spartacus-oproer en de Münchense Radenrepubliek werden snel neergeslagen. Ook in Hongarije en Slowakije werden arbeidersopstanden neergeslagen.
Door Stalin werd vervolgens het idee van 'socialisme in één land' gepropageerd; in de eerste boeren- en arbeidersstaat ter wereld moest eerst een solide machtsbasis worden opgebouwd, vanwaaruit het socialisme, respectievelijk communisme naar Sovjet-model zich zou kunnen verbreiden. In de jaren 30 richtte de Sovjet-Unie zich steeds meer naar binnen en werd de volgens Marxistische theorie onvermijdelijke revolutie slechts passief afgewacht.
Na de Russische Revolutie van 1917 volgde een burgeroorlog tussen de bolsjewieken en de Witten (of Tsaristen). In deze chaos wisten verschillende landen, zoals de Baltische staten, Polen en Finland zich onafhankelijk te maken van Rusland. Na de burgeroorlog was de Sovjet-Unie een diplomatiek geïsoleerd land. Met het Verdrag van Rapallo van 1922 was Duitsland, de tweede paria van na de Eerste Wereldoorlog, het eerste land dat de Sovjet-Unie erkende. In 1934 trad de Sovjet-Unie toe tot de Volkenbond. Na de machtsovername door Adolf Hitler, waren de verhoudingen met nazi-Duitsland zeer gespannen en ook met de Europese grootmachten waren de verhoudingen slecht, in beide gevallen door ideologische verschillen. Stalin bleek zich weinig aan te trekken van de communistische ideologie toen hij op 23 augustus 1939 met nazi-Duitsland een niet-aanvalsverdrag sloot, het Molotov-Ribbentroppact. Hierbij verdeelden de Sovjet-Unie en nazi-Duitsland Oost-Europa in invloedssferen. Gedekt door dit pact viel Duitsland 9 dagen later Polen binnen. De Sovjet-Unie viel op 17 september 1939 Polen binnen en lijfde het oosten van Polen in. Op 30 november 1939 werd Finland aangevallen en in juni 1940 werden de Baltische Staten bezet en ingelijfd.
Op 22 juni 1941 verbrak nazi-Duitsland het niet-aanvalsverdrag en viel de Sovjet-Unie aan. In de periode tot 1945 werden onvoorstelbare verwoestingen aangericht en kwamen minstens 20 miljoen Sovjet-burgers om het leven. Aan het eind van de Tweede Wereldoorlog had het Rode Leger de Duitse legers tot in Berlijn teruggedreven en heel Midden- en Oost-Europa bezet.
Na de Tweede Wereldoorlog werd langzaamaan aan de bezette landen het communisme opgelegd. Bovendien werden de Baltische staten en het oosten van Polen opnieuw ingenomen en geannexeerd, ondanks de schijnbare illegaliteit van het oude Duits-Russische verdrag. Vanaf 1949 beschikte de Sovjet-Unie over de atoombom en ontwikkelde het zich tot een supermacht, die tegenover de kapitalistische supermacht, de Verenigde Staten stond. Daarnaast kreeg de Sovjet-Unie vanaf 1949 ook te maken met een communistische mogendheid in China, die te groot bleek om de rol van satellietstaat te kunnen spelen. Na falende diplomatie kwam het zelfs tot een breuk met China, en werd China een rivaliserende maoïstische staat met eigen aanhang.
Ook buiten Oost-Europa steunde de Sovjet-Unie revolutionaire bewegingen. De belangrijkste landen waar dit speelde zijn Korea, Vietnam en Cuba.

## Staatsinrichting

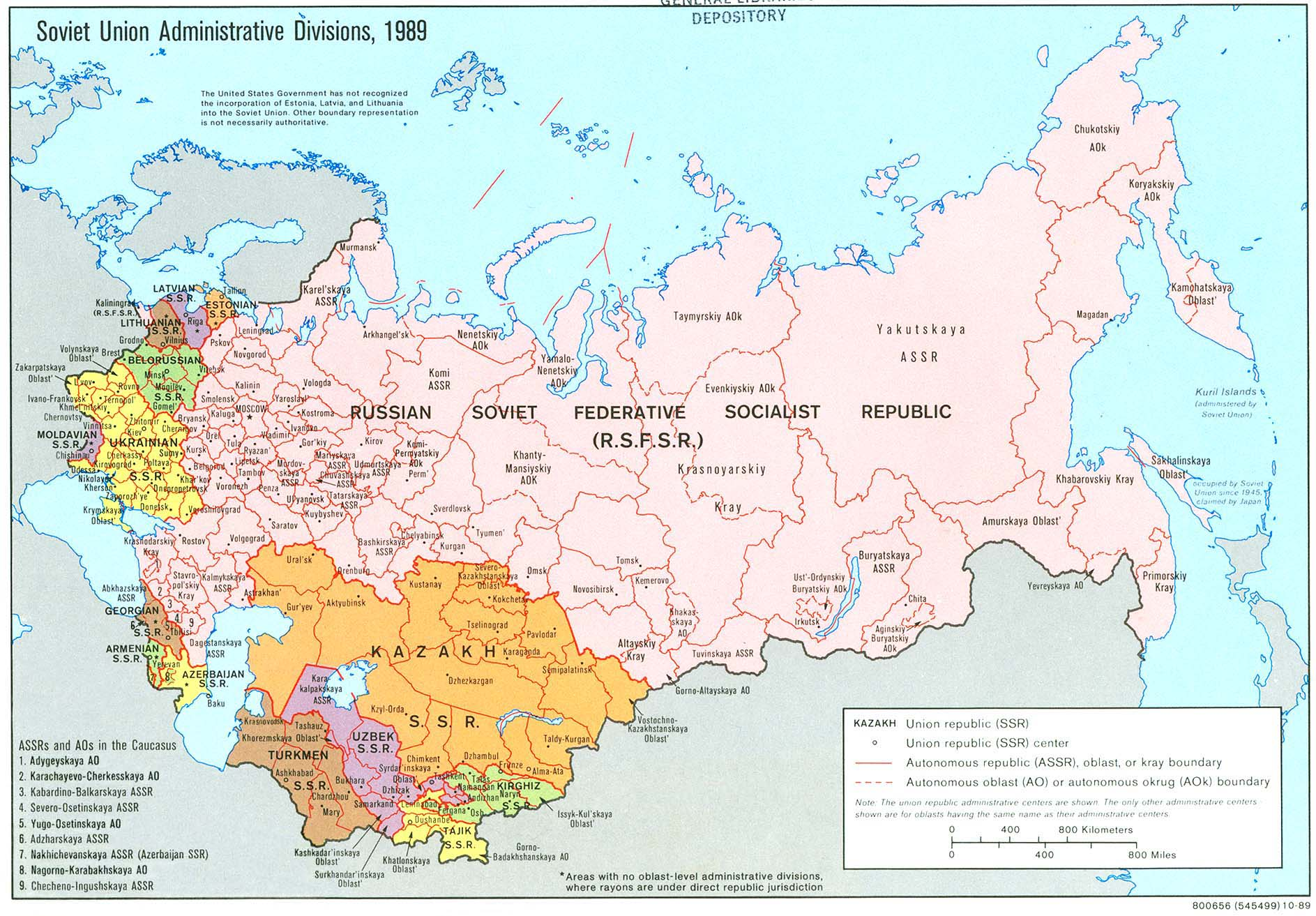
Bestuurlijke indeling van de USSR in 1989

Volgens de grondwet van 1936 (gewijzigd in 1977 en 1988-1990) was de Sovjet-Unie een socialistische staat. (Iedere deelrepubliek bezat eveneens een eigen grondwet. Deze hadden eenzelfde strekking als die van de Unie.) De gehele staatsinrichting was in theorie democratisch opgebouwd, beslissingen werden namelijk in de sovjets ofwel volksraden genomen. Op het laagste niveau bestonden raden die beslisten over de gang van zaken in de flat of wijk over alledaagse problemen. Elke raad had een raad erboven: boven de wijkraad stond een gemeenteraad, boven de provinciale raad een landelijke.
De hogere sovjet werd in theorie gekozen door het onderliggende, maar was aan haar geen verantwoording schuldig. Integendeel zelfs: het hogere partijorgaan had altijd gelijk en kon niet worden tegengesproken door het lagere - een belangrijk verschil met wat in het Westen tegenwoordig als democratische besluitvorming wordt aangemerkt. Bovendien werden de voorzitters van een sovjet, de secretarissen, van bovenaf aangewezen en niet van onderaf gekozen. De hoogste raad of sovjet was de zogenoemde Opperste Sovjet van de Unie der Socialistische Sovjetrepublieken. Deze Opperste Sovjet bestond uit twee kamers, de Raad van de Nationaliteiten en de Raad van de Unie.
De Raad van de Nationaliteiten bestond uit vertegenwoordigers van de diverse deelrepublieken (SSR's), de autonome republieken (ASSR's), de oblasten en de krajs. De presidenten van de deelrepublieken hadden automatisch zitting in de Raad van de Nationaliteiten.
De Raad van de Unie, ook de Opperste Sovjet van de Unie, kwam gewoonlijk tweemaal per jaar bijeen. Tijdens het bewind van Michail Gorbatsjov waren de zittingen veel frequenter. De Raad van de Unie stelde de Raad van Ministers aan, het Hooggerechtshof en het Presidium van de Opperste Sovjet.
Omdat de Raad van de Unie maar twee keer per jaar bijeenkwam, was het Presidium van de Opperste Sovjet in feite de hoogste autoriteit. Het Presidium bestond uit de voorzitter (de president, het staatshoofd) van de Sovjet-Unie, de staatshoofden van de vijftien afzonderlijke deelrepublieken (vicevoorzitters van het presidium) en twintig gewone leden. Onder Gorbatsjov werd het ambt van president van de Sovjet-Unie ingevoerd. Gorbatsjov combineerde dit ambt met dat van secretaris-generaal van de CPSU en bezat hierdoor veel macht.
De door de Raad van de Unie gekozen Raad van Ministers was veel machtiger en werd voorgezeten door een premier (Voorzitter van de Raad van Ministers). De Raad van Ministers was gemachtigd per decreet te regeren.
De staatsinstellingen van de vijftien deelrepublieken en autonome republieken (respectievelijk de SSR's en ASSR's) leken zeer sterk op de federale instellingen.

### Communistische Partij van de Sovjet-Unie
De werkelijke macht in de Sovjet-Unie lag evenwel bij de Communistische Partij van de Sovjet-Unie (CPSU). Vanaf 1988 was het mogelijk om oppositiepartijen op te richten, maar de CPSU behield in feite tot de val van de USSR in 1991 de meeste macht.
Zie: Communistische Partij van de Sovjet-Unie

## Economie

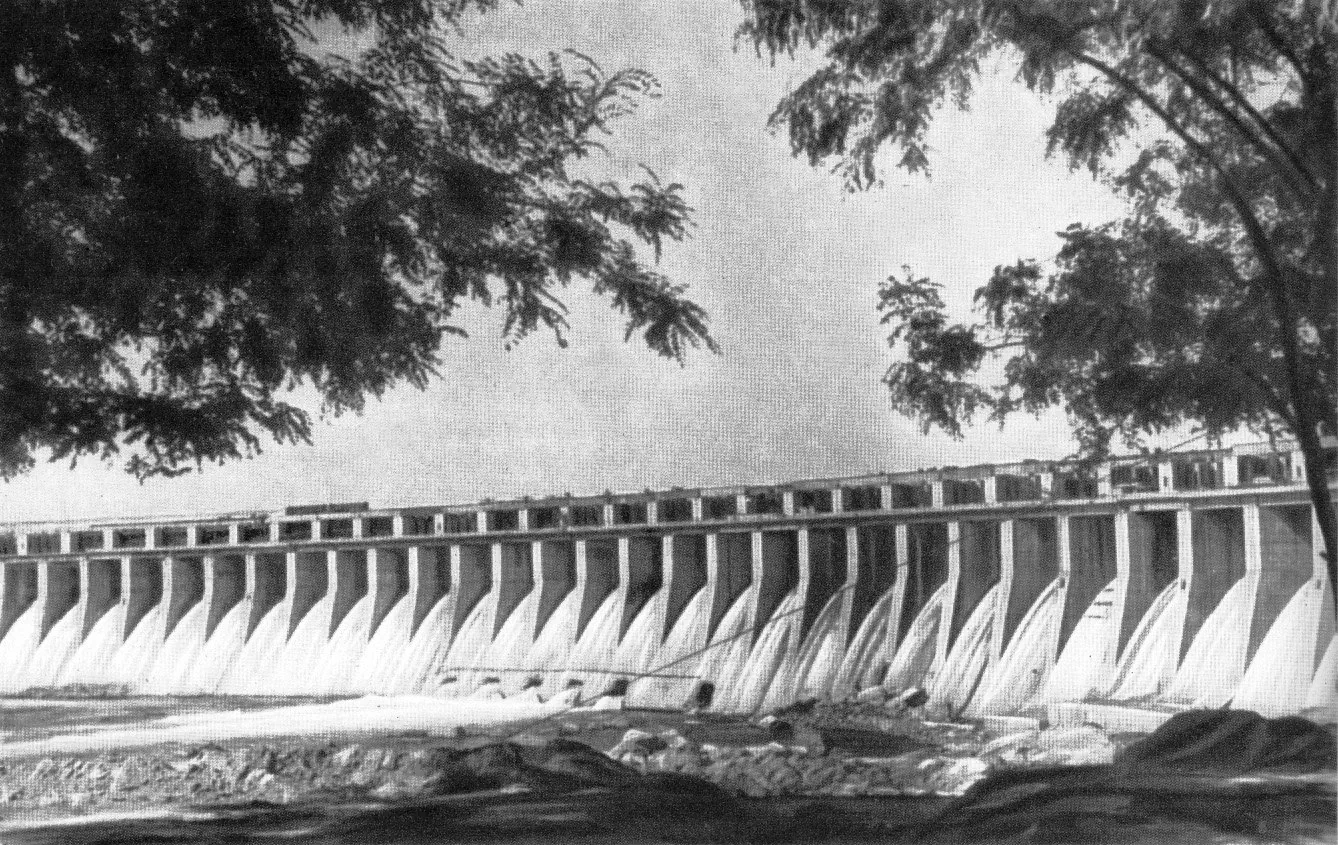
De DnieproGES, een van de vele waterkrachtcentrales in de Sovjet-Unie

Voor het uiteenvallen had de USSR de op een na grootste economie van de wereld na de Verenigde Staten. De Sovjet-economie was de eerste centraal geleide economie van de wereld. Het was gebaseerd op het systeem van staatseigendom en werd geleid door: Gosplan (Staatsplanningscommissie), Gosbank (Staatsbank) en de Narkomprod (Volkscommissariaat voor Voedselvoorraden). Het eerste grote project van economische planning was het GOELRO-plan, wat werd opgevolgd door een aantal vijfjarenplannen. De nadruk werd gelegd op een snelle ontwikkeling van de zware industrie, waardoor het land een van de grootste producenten van een groot aantal eenvoudige en zware industriële producten werd, het liep daarentegen achter op de productie van lichte industriële producten en consumptiegoederen.
De landbouw in de Sovjet-Unie was georganiseerd in een systeem van collectieve boerderijen (Kolchozen) en staatsboerderijen (Sovchozen), maar deze waren relatief gezien weinig productief. Crisissen in de agrarische sector zorgden voor catastrofistische consequenties in de jaren 1930, toen collectivisatie met veel weerstand van koelaks, resulteerde in een bittere strijd van veel boeren tegen de autoriteiten. Ook heerste er in die periode hongersnood, met name in Oekraïne (zie Holodomor), maar ook in het gebied rond rivier de Volga en in Kazachstan.
Toen de sovjeteconomie complexer werd, vergde dat ook steeds complexere gegevens om de planning te beheersen. Er was steeds meer communicatie benodigd tussen de bedrijven en de planningsinstanties en toen het aantal bedrijven, fondsen en ministeries vermenigvuldigen, stagneerde de economie van de Sovjet-Unie. De economie werd steeds trager als het aankwam op het reageren op veranderingen, het invoeren van technologieën om kosten te besparen, het stimuleren van groei en het verbeteren van de efficiëntie en effectiviteit.

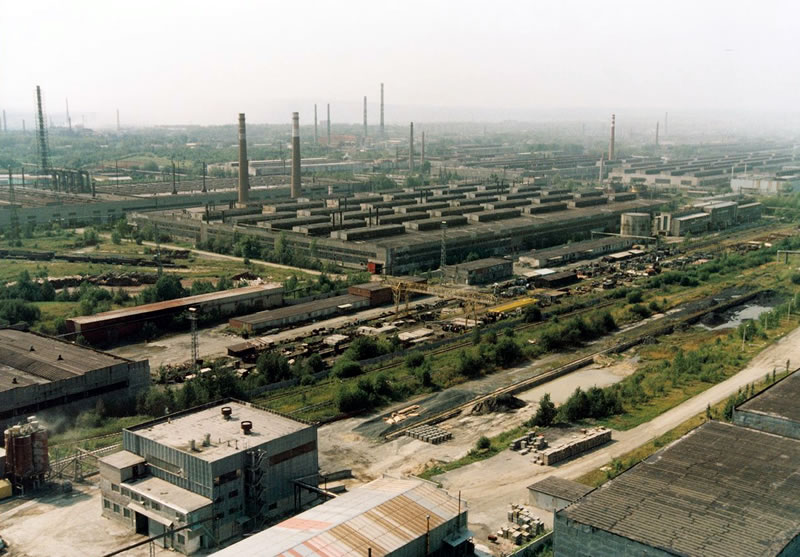
Nieuwe Pijpenfabriek van Pervo-oeralsk

Veel informatie in de sovjeteconomie kwam van bovenaf en de economische planning werd vaak gedaan op basis van foutieve of gedateerde gegevens, vooral in sectoren met een groot aantal consumenten. Hierdoor werden er van een aantal goederen te weinig van geproduceerd, wat leidde tot tekorten en van sommige goederen werden er te veel geproduceerd, wat weer leidde tot overschotten. Sommige fabrieken ontwikkelden een systeem van ruilhandel en ruilden of deelden grondstoffen en halffabricaten. Consumenten ontwikkelden een zwarte markt voor schaarse en gewilde goederen.
De aanpak van deze problemen waren in het verleden zwak en werden onderkend door de leiders in de late jaren 80, met aan kop Michail Gorbatsjov. Zij zochten naar een manier om de economie te hervormen. Tegen 1990 verloor de sovjet-verheid echter de controle over de economische condities. Overheidsuitgaven stegen aanzienlijk door een stijging van het aantal niet rendabele bedrijven die overheidshulp nodig hadden om te kunnen blijven bestaan. In 1990 maakte de Sovjet-Unie het slechtste economische jaar mee sinds de Tweede Wereldoorlog, na een daling van het BNP met 2%.
Sinds het uiteenvallen van de Sovjet-Unie in 1991, hebben alle vijftien voormalige sovjetrepublieken hun sovjetstijl economie ontmanteld, op Wit-Rusland na.

## Gezondheid
De Narkomzdrav, Volkscommissariaat voor Gezondheid, werd opgericht in 1918. Onder leiding van Nikolai Semashko, een arts in opleiding, ontwikkelt de Narkomzdrav een verenigd landelijk gezondheidssysteem - de eerste ter wereld. Vrij en universeel, was dit systeem gebaseerd op een gelaagde organisatie van de zorg, volgens de ernst van de ziekten, genaamd het Semashko-systeem.
Bijzondere aandacht wordt besteed aan de preventie van infectieziekten. Al in 1922 werd een organisatie voor gezondheids- en epidemiologisch toezicht - de Sanepid - opgericht, met interventieteams die in het hele land actief zijn, van dorpen tot bedrijven. In combinatie met massale vaccinatie heeft deze bewaking de USSR in staat gesteld ziekten als tuberculose en malaria uit te roeien. De levensverwachting, die aan het einde van de 19e eeuw in Rusland niet meer dan 31 jaar bedroeg, bereikte in het begin van de jaren zestig 69 jaar, toen de Sovjets de westerse landen inhaalden.

## Vroegere opbouw van SU-republieken
Staten binnen de Sovjet-Unie in 1922
- Russische Socialistische Federatieve Sovjetrepubliek
- Oekraïne
- Wit-Rusland
- Transkaukasische Socialistische Federatieve Sovjetrepubliek (bestaande uit Georgische-, Armeense- en Azerbeidzjaanse Socialistische Sovjetrepublieken, opgeheven in 1936)

Staten binnen de Sovjet-Unie in 1924
- Russische Socialistische Federatieve Sovjetrepubliek
- Oekraïne
- Wit-Rusland
- Transkaukasische Socialistische Federatieve Sovjetrepubliek (bestaande uit Georgische-, Armeense- en Azerbeidzjaanse Socialistische Sovjetrepublieken, opgeheven in 1936)
- Boechaarse SSR (Oezbekistan)
- Chorasmische SSR (Kazachstan (Karakalpakië), Oezbekistan, Turkmenistan)
- Kirgizische ASSR (Kazachstan; in 1925 hernoemd tot Kazachse ASSR en in 1936 Kazachse SSR)
- Turkestaanse Autonome Socialistische Sovjetrepubliek (Kirgizië, Oezbekistan, Tadzjikistan, Turkmenistan; in 1924 opgesplitst)

Staten binnen de Sovjet-Unie in 1940
- Russische Socialistische Federatieve Sovjetrepubliek
- Oekraïne
- Wit-Rusland
- Estland
- Letland
- Litouwen
- Karelische SSR (opgeheven in 1956, daarna Karelische ASSR, nu Karelië)
- Moldavië
- Armenië
- Azerbeidzjan
- Georgië
- Kazachstan
- Kirgizië
- Oezbekistan
- Tadzjikistan
- Turkmenistan